# ذخیره‌گاه طبیعی باتسارا
ذخیره‌گاه طبیعی باتسارا (به لاتین: Batsara Strict Nature Reserve) یک منطقه حفاظت‌شده در گرجستان است که در کاختی واقع شده‌است.